# 東京都道433号神楽坂高円寺線

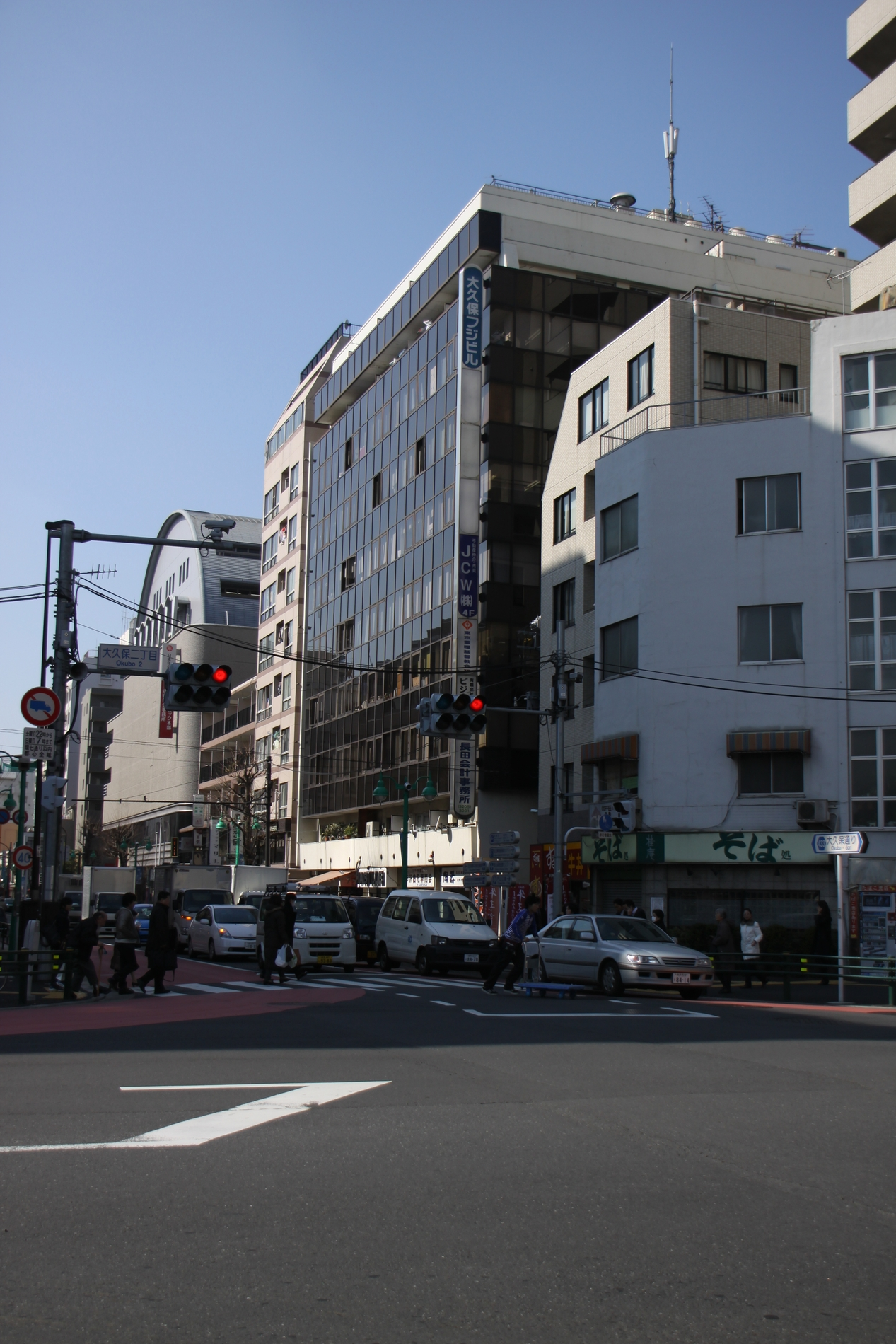
大久保二丁目交差点

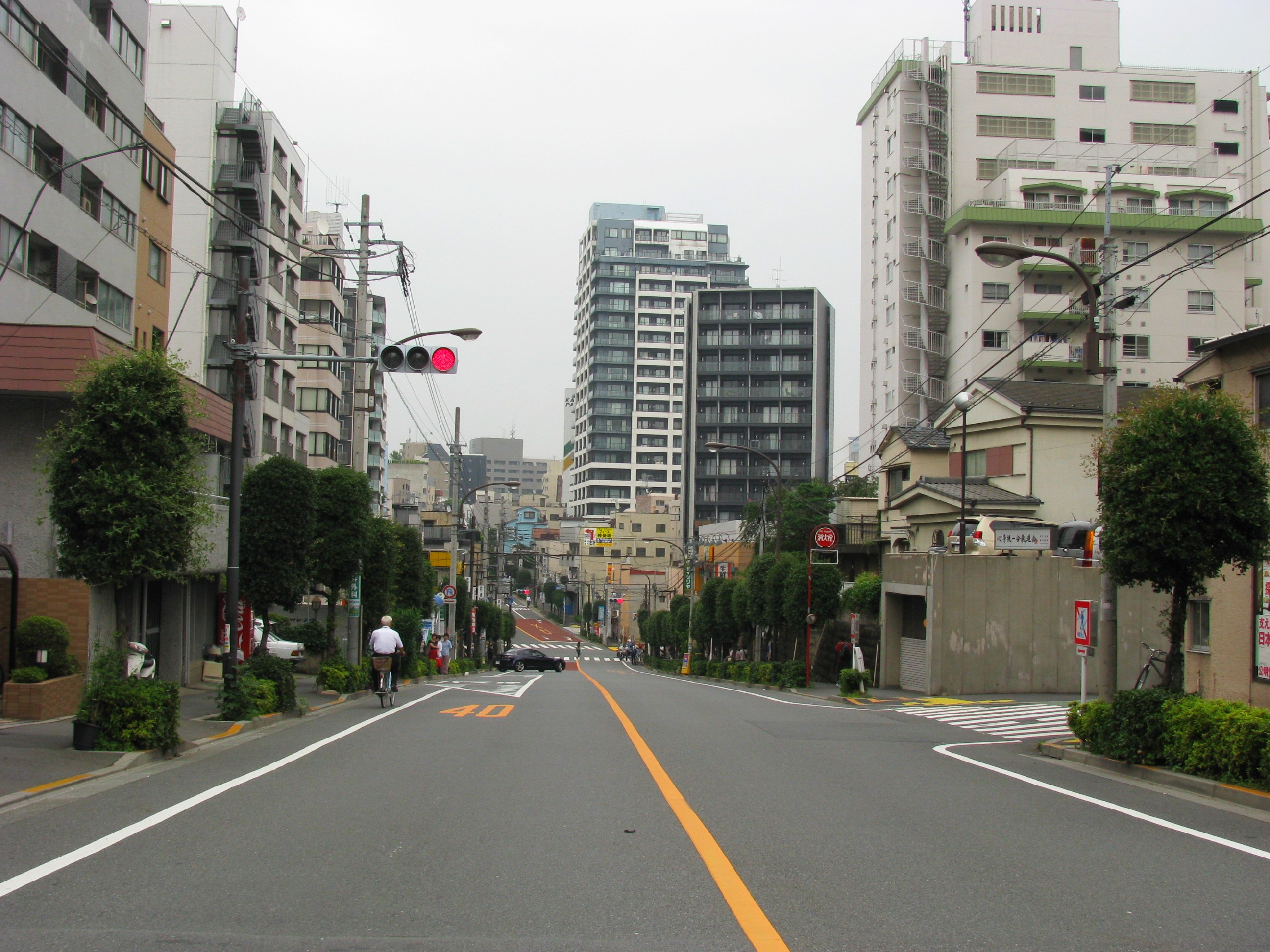
市谷柳町交差点で停止する車両を減らすための信号機。現在は撤去されている。（2011年6月19日）

東京都道433号神楽坂高円寺線（とうきょうとどう433ごう かぐらざかこうえんじせん）は、東京都新宿区から中野区を経て杉並区に至る特例都道である。東京都道25号飯田橋石神井新座線と東京都道318号環状七号線を結ぶ。起点から若松町交差点を経て支線終点の抜弁天交差点までは東京都市計画道路放射第25号線である。また支線の若松町交差点から河田町交差点までは環状4号線にも属している。

## 概要
本線
- 起点：新宿区神楽坂5丁目（神楽坂上交差点）
- 終点：杉並区高円寺南2丁目（大久保通り入口交差点）[1]

支線
- 起点 : 新宿区原町3丁目（若松町交差点）
- 終点 : 新宿区新宿7丁目（抜弁天交差点）[2]

放射第25号線（新宿区若松町）として拡幅事業中である。

## 路線状況

### 通称
- 大久保通り（本線の全線／東京都道25号飯田橋石神井新座線の飯田橋交差点 - 神楽坂上交差点間を含む通称）

### 車線数
- 概ね片側1車線で、主要交差点付近では右折レーンが加わる。ただし、新宿区戸山2丁目付近では片側2車線、北新宿一丁目交差点以西は、主要交差点でも右折レーンが設置されていない地点が多い。
- 中野五差路交差点（東京都道420号鮫洲大山線交点）や紅葉山公園下交差点では右折レーン設置のための拡幅事業中である。

### 市谷柳町交差点
両方向とも、市谷柳町交差点へ向かう手前百数十メートル離れた場所に、交差点でもないのに、片側車線のみ（いずれも交差点に向かう下り坂の途中）の信号機が設置されていた。これは大気汚染を防ぐ目的で、谷底に位置する市谷柳町交差点で停止する自動車を減らすために、1960年代に設置された、まれな信号機であった。2015年（平成27年）9月中にこの信号は廃止され、翌月には撤去された。

### 整備計画
起点である神楽坂交差点の先の筑土八幡交差点から東に分かれて新小川町へ延伸し、東京都道434号牛込小石川線と結ぶ。2006年度（平成18年度）に事業着手し、2016年（平成28年）3月から供用を開始している。

## 地理

### 通過する自治体
- 東京都
  - 新宿区 - 中野区 - 杉並区

### 交差する道路
本線
| 交差する道路                                                              | 交差する道路                          | 交差点名       | 所在地 | 所在地 |
| ------------------------------------------------------------------------- | ------------------------------------- | -------------- | ------ | ------ |
| 東京都道25号飯田橋石神井新座線（大久保通り） 飯田橋・東京ドームシティ方面 |                                       |                |        |        |
| 東京都道25号飯田橋石神井新座線（早稲田通り）                              | （早稲田通り）                        | 神楽坂上       | 東京都 | 新宿区 |
| 東京都道319号環状三号線（外苑東通り）                                     | 東京都道319号環状三号線（外苑東通り） | 市谷柳町       | 東京都 | 新宿区 |
| （環状4号線 / 夏目坂通り）                                                | 支線                                  | 若松町         | 東京都 | 新宿区 |
| 東京都道305号芝新宿王子線（明治通り）                                     | 東京都道305号芝新宿王子線（明治通り） | 大久保二丁目   | 東京都 | 新宿区 |
| 東京都道317号環状六号線（山手通り）                                       | 東京都道317号環状六号線（山手通り）   | 宮下交差点     | 東京都 | 中野区 |
| 東京都道420号鮫洲大山線（中野通り）                                       | 東京都道420号鮫洲大山線（中野通り）   | 中野五差路     | 東京都 | 中野区 |
| 東京都道318号環状七号線（環七通り）                                       | 東京都道318号環状七号線（環七通り）   | 大久保通り入口 | 東京都 | 杉並区 |

支線
| 交差する道路                                                      | 交差する道路                              | 交差点名 | 所在地 | 所在地 |
| ----------------------------------------------------------------- | ----------------------------------------- | -------- | ------ | ------ |
| 本線                                                              | 本線                                      | 若松町   | 東京都 | 新宿区 |
| （環状4号線 / 夏目坂通り）                                        |                                           | 若松町   | 東京都 | 新宿区 |
| 東京都道302号新宿両国線支線（環状4号線）                          | 東京都道302号新宿両国線支線（環状4号線）  | 河田町   | 東京都 | 新宿区 |
| 東京都道302号新宿両国線支線（余丁町通り）                         | 東京都道302号新宿両国線支線（余丁町通り） | 抜弁天   | 東京都 | 新宿区 |
| 東京都道302号新宿両国線支線（抜弁天通り）新宿七丁目・中野坂上方面 |                                           |          |        |        |

### 沿線の施設
本線
| 施設                            | 所在地 | 所在地 |
| ------------------------------- | ------ | ------ |
| 都営地下鉄大江戸線 牛込神楽坂駅 | 東京都 | 新宿区 |
| 新宿区立愛日小学校              | 東京都 | 新宿区 |
| 牛込警察署                      | 東京都 | 新宿区 |
| 牛込郵便局                      | 東京都 | 新宿区 |
| 新宿区立牛込第一中学校          | 東京都 | 新宿区 |
| 新宿区立市谷小学校              | 東京都 | 新宿区 |
| 牛込柳町駅                      | 東京都 | 新宿区 |
| 成城中学校・高等学校            | 東京都 | 新宿区 |
| 国立国際医療研究センター        | 東京都 | 新宿区 |
| 総務省第二庁舎                  | 東京都 | 新宿区 |
| 新宿区立東戸山小学校            | 東京都 | 新宿区 |
| 東京メトロ副都心線 東新宿駅     | 東京都 | 新宿区 |
| マツモトキヨシ                  | 東京都 | 新宿区 |
| 新大久保駅                      | 東京都 | 新宿区 |
| 大久保駅                        | 東京都 | 新宿区 |
| 新宿区立柏木小学校              | 東京都 | 新宿区 |
| 中野区立塔山小学校              | 東京都 | 中野区 |
| 実践学園中学・高等学校          | 東京都 | 中野区 |
| 中野区立谷戸小学校              | 東京都 | 中野区 |
| 谷戸運動公園                    | 東京都 | 中野区 |
| 新渡戸記念中野総合病院          | 東京都 | 中野区 |
| 中野郵便局                      | 東京都 | 中野区 |
| 中野区立桃花小学校              | 東京都 | 中野区 |

支線
| 施設                          | 所在地 | 所在地 |
| ----------------------------- | ------ | ------ |
| 東京女子医科大学病院          | 東京都 | 新宿区 |
| 東京女子医科大学              | 東京都 | 新宿区 |
| ライフ 若松河田駅前店         | 東京都 | 新宿区 |
| 都営地下鉄大江戸線 若松河田駅 | 東京都 | 新宿区 |
| 新宿区立余丁町小学校          | 東京都 | 新宿区 |

## ギャラリー

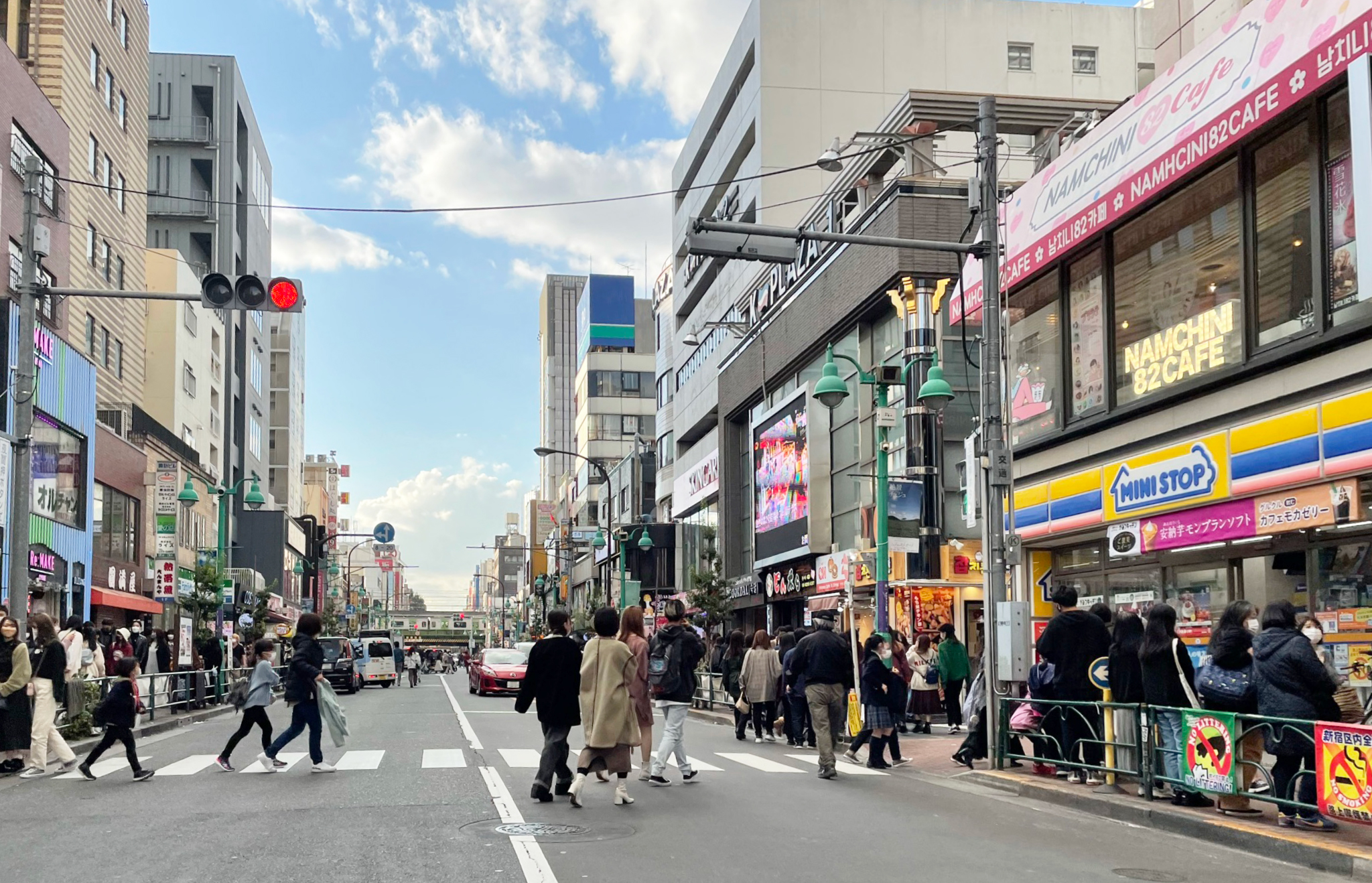
新大久保駅付近（奥が西）。
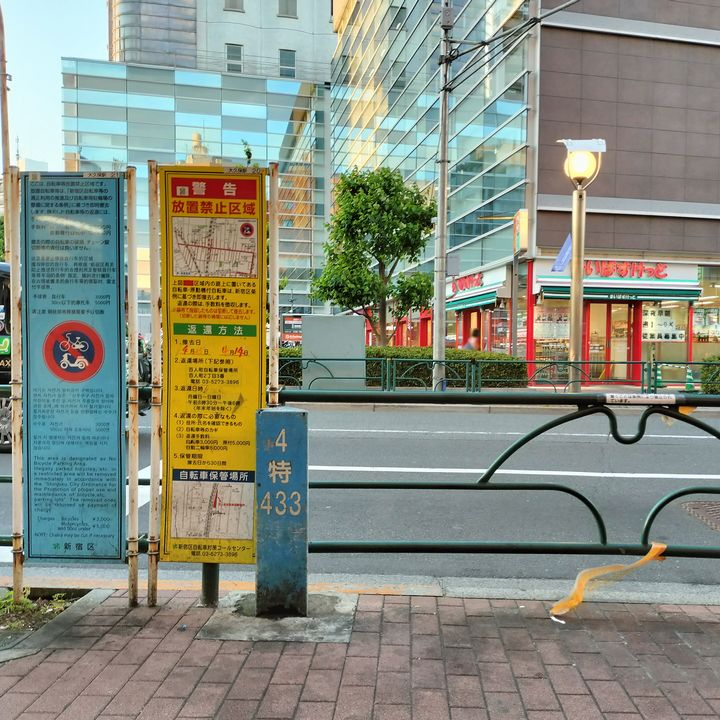
北新宿一丁目交差点付近に立つ4km距離標。
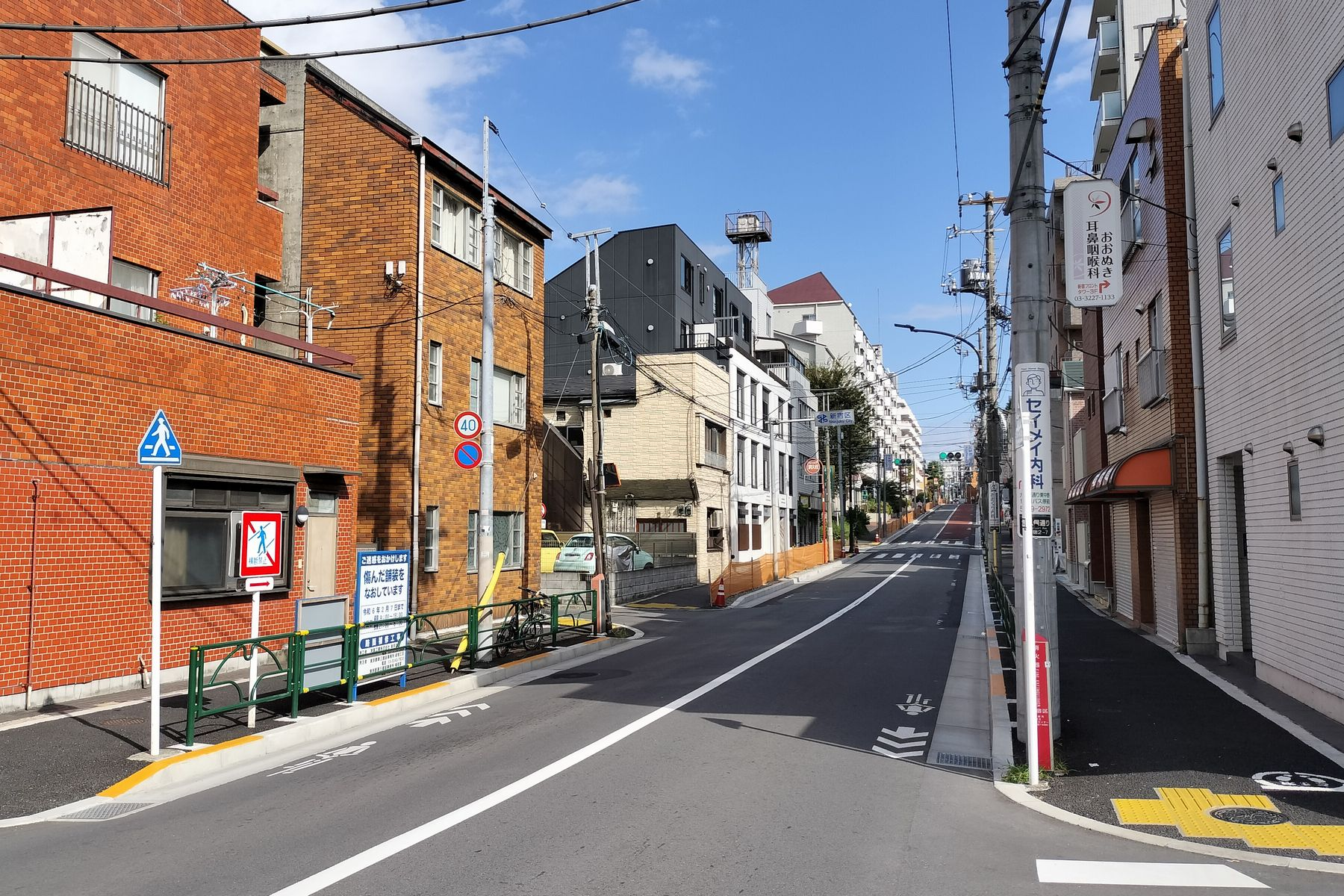
北新宿の西側では神田川へ至る下り坂となっている（末広橋付近から東を見る）。
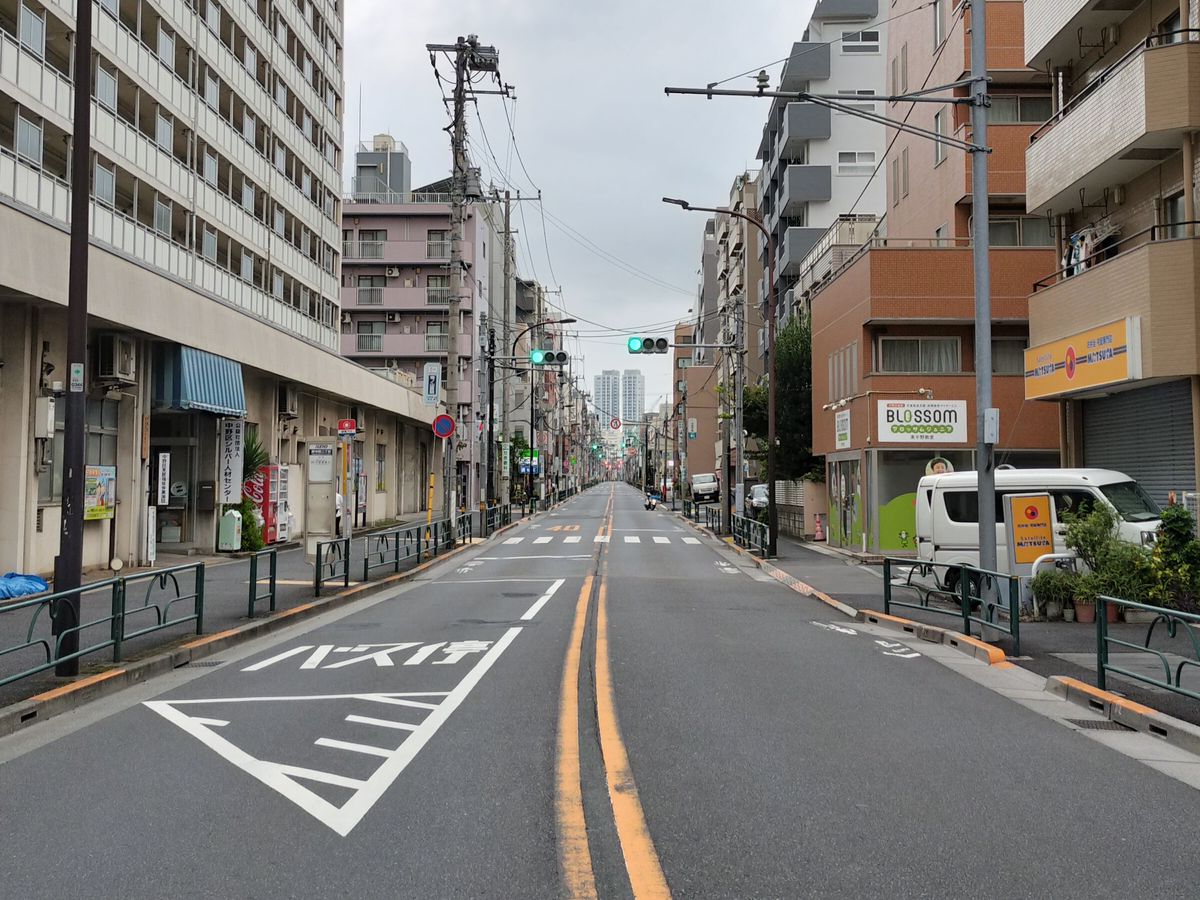
中野区中央二丁目から西側を見る。遠方のビルは中野ツインマークタワー。
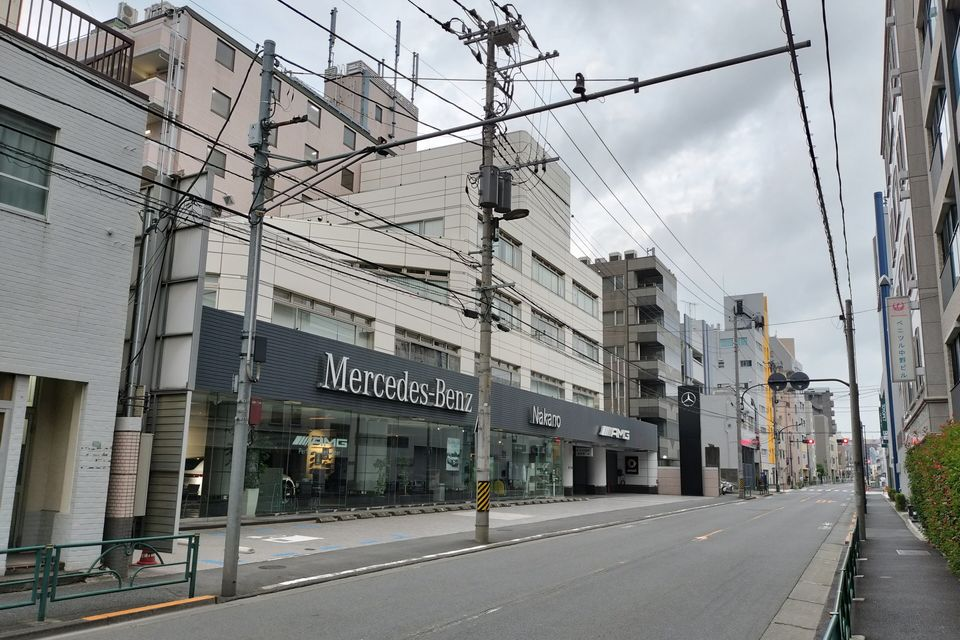
メルセデス・ベンツ中野。中野区中央三丁目（奥が西）。
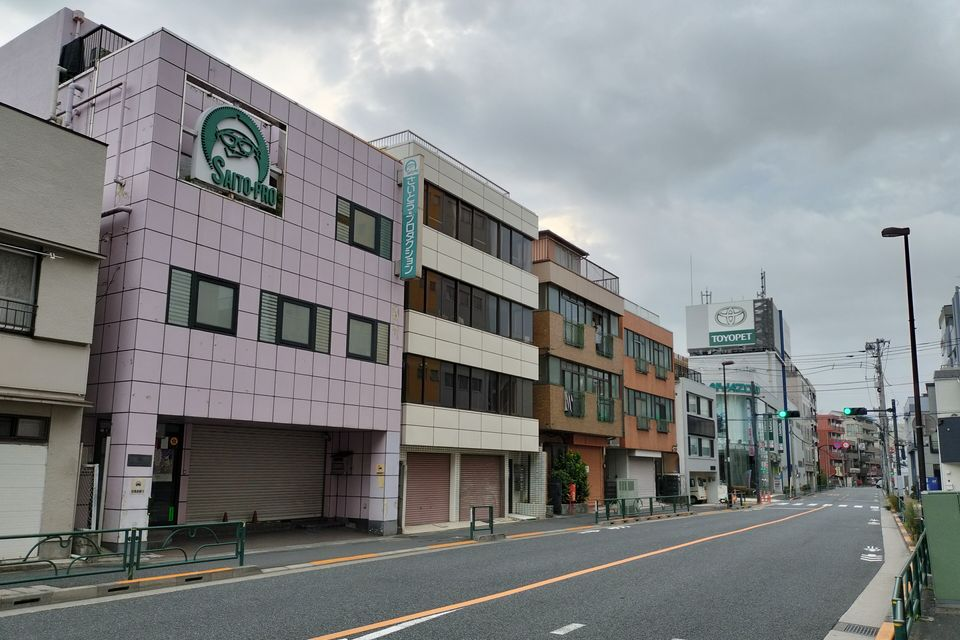
紅葉山公園下交差点付近（奥が東）。さいとう・プロダクションの社屋がある。

## 関連施設
- 桃園川緑道 - 神田川以西で大久保通りの南側を並走している。中野五差路を過ぎた辺りで交差し、緑道が北側になる。環七通りで大久保通りが終わっても、緑道は更に西へ続く。